# His Mother's Thanksgiving
His Mother's Thanksgiving è un cortometraggio muto del 1910 diretto da Edwin S. Porter.

## Produzione
Il film fu prodotto dalla Edison Manufacturing Company.

## Distribuzione
Distribuito dalla General Film Company, il film - un cortometraggio in una bobina - uscì nelle sale cinematografiche statunitensi il 22 novembre 1910.